# 瑪莉亞娜·比內達
《瑪莉亞娜·比內達》（西班牙語：Mariana Pineda）是一齣西班牙詩人兼劇作家洛尔卡寫的戲劇。故事主角是根據格拉那達民間故事，描述一個叫做Mariana de Pineda Muñoz的自由主義者，她反對斐迪南七世。劇作寫成於1923到1925年間，在1927年六月於巴塞隆納的戈雅劇院首演。由洛尔卡導演，達利設計了布景跟服裝，由 Margarida Xirgu 劇團演出。
與洛尔卡的第一齣戲《蝴蝶的惡咒》（El maleficio de la mariposa）在1920年只演了四場就下檔相反，《瑪莉亞娜·比內達》的演出是成功的，導致洛尔卡常常宣稱《瑪莉亞娜·比內達》才是他第一齣劇本。

## 劇情
瑪莉亞娜·比內達是格拉那達當地的自由主義者，反對由拿破崙支持的斐迪南七世統治西班牙。她的外甥 Pedro Sotomayor 因為反對斐迪南七世而入獄，她幫助了 Pedro 逃獄後，事跡敗露。本來瑪莉亞娜·比內達可以藉著供出 Pedro 跟同黨來免於死刑，但她拒絕了，在 1831 年以被送上斷頭臺，得年 27 歲。 
在 Lorca 的劇作中，她幫助 Pedro 的動機被寫成並非政治性的，而是出於對 Pedro 的情愛。

## 舞劇
知名的佛朗明哥女舞者Sara Baras在 2002 年接受了安達魯西亞旅遊局的委託，共同製作了名為Mariana Pineda的佛朗明哥舞劇，音樂總監是Manolo Sanlúcar。 

## 引用
1. ↑  .   [2012-01-22]. （原始内容存档于2012-01-20）.
2. ↑  .   [2012-01-22]. （原始内容存档于2012-02-20）.